# Welcome to Medina (album)
Welcome to Medina er det internationale debut studieablum fra den dansk-chilenske elektropop sangerinde Medina. Det blev udgivet den 23. juli 2010 i Tyskland, Schweiz og Østrig. I Danmark blev det udgivet den 26. juli 2010. Albummet blev efterfulgt af udgivelsen af den første single, "You and I", den 3. maj 2010.
Welcome to Medina er den internationale udgave af sit andet danske studiealbum, Velkommen til Medina (2009). Albummets fire hitsingler, "Kun for mig", "Velkommen til Medina", "Ensom" og "Vi to" er blevet oversat til "You and I", "Welcome to Medina", "Lonely" og "The One", mens resten er nye sange til det internationale marked. Albummet blev genudgivet den 26. november 2010 med en ny sang med titlen "Sundown", og en anden disk indeholder musikvideoer og remixes. Albummet blev yderligere genudgivet for anden gang den 11. november 2011 som "Welcome to Medina (Ultimate Collection)". Albummet indeholder alle standard-numrene samt nogle nye remixes og to nye danske singler, "For Altid" og "Synd for Dig".

## Hitlister
I Tyskland, debuterede Welcome to Medina som nummer #10 på den Tyske Album Charts. I sin anden uge var albummet kommet ned på en #9 plads.
Albummet lå henholdsvis som nummer #45 og #24 i Østrig og Schweiz.

## Trackliste
| #   | Titel                          | Længde |
| --- | ------------------------------ | ------ |
| 1.  | "Welcome to Medina"            | 3:55   |
| 2.  | "You and I"                    | 2:54   |
| 3.  | "Addiction"                    | 3:38   |
| 4.  | "Lonely"                       | 3:11   |
| 5.  | "6 AM"                         | 3:29   |
| 6.  | "In Your Arms"                 | 3:40   |
| 7.  | "Happy"                        | 3:33   |
| 8.  | "The One"                      | 3:58   |
| 9.  | "Gutter"                       | 3:26   |
| 10. | "Selfish"                      | 3:46   |
| 11. | "Execute Me"                   | 3:40   |
| 12. | "You and I (Acoustic Version)" | 2:57   |